# Damjan
Damjan (serb. Дамјане, Damjane) – wieś w Kosowie, w regionie Djakowica, w gminie Djakowica.
Według danych szacunkowych na rok 2011 liczyła 5 133 mieszkańców.